# Чемпіонат Європи з футболу 2016 (кваліфікаційний раунд, група C)
Матчі Групи C кваліфікаційного раунду Євро-2016 тривали з вересня 2014 по жовтень 2015. Путівки на турнір здобули збірні Іспанії та Словаччини, а збірній України необхідно зіграти в матчах плей-оф для можливості участі в Євро.
| М  | Команда            | І  | В | Н | П | МЗ | МП | РМ  | О  |
| -- | ------------------ | -- | - | - | - | -- | -- | --- | -- |
| 1. | Іспанія            | 10 | 9 | 0 | 1 | 23 | 3  | +20 | 27 |
| 2. | Словаччина         | 10 | 7 | 1 | 2 | 17 | 8  | +9  | 22 |
| 3. | Україна            | 10 | 6 | 1 | 3 | 14 | 4  | +10 | 19 |
| 4. | Білорусь           | 10 | 3 | 2 | 5 | 8  | 14 | −6  | 11 |
| 5. | Люксембург         | 10 | 1 | 1 | 8 | 6  | 27 | −21 | 4  |
| 6. | Північна Македонія | 10 | 1 | 1 | 8 | 6  | 18 | −12 | 4  |

## Матчі
| 8 вересня 2014 20:45 (20:45 UTC+2) |

| Люксембург | 1 – 1           | Білорусь   |
| ---------- | --------------- | ---------- |
| Жерсон 42' | Протокол(англ.) | Драгун 78' |

| Жозі Бартель, Люксембург Глядачів: 3 265 Арбітр: Гедимінас Мажейка (Литва) |

| 8 вересня 2014 20:45 (20:45 UTC+2) |

| Іспанія                                                            | 5 – 1           | Північна Македонія |
| ------------------------------------------------------------------ | --------------- | ------------------ |
| Рамос 16' (пен.) Алькасер 17' Бускетс 45+3' Сільва 50' Педро 90+1' | Протокол(англ.) | Ібраїмі 28' (пен.) |

| Естадіо Сьютат де Валенсія, Валенсія Глядачів: 18 553 Арбітр: Анастасіос Сідіропулос (Греція) |

| 8 вересня 2014 20:45 (21:45 UTC+3) |

| Україна | 0 – 1           | Словаччина |
| ------- | --------------- | ---------- |
|         | Протокол(англ.) | Мак 17'    |

| НСК «Олімпійський», Київ Глядачів: 38 454 Арбітр: Крейг Томсон (Шотландія) |

| 9 жовтня 2014 20:45 (21:45 UTC+3) |

| Білорусь | 0 – 2           | Україна                            |
| -------- | --------------- | ---------------------------------- |
|          | Протокол(англ.) | Мартинович 82' (аг) Сидорчук 90+3' |

| Борисов-Арена, Борисов Глядачів: 10 512 Арбітр: Пол ван Букел (Нідерланди) |

| 9 жовтня 2014 20:45 (20:45 UTC+2) |

| Північна Македонія                                 | 3 – 2           | Люксембург            |
| -------------------------------------------------- | --------------- | --------------------- |
| Трайковський 20' Яхович 66' (пен.) Абдураімі 90+2' | Протокол(англ.) | Бенсі 39' Тюрпель 44' |

| Філіпп II, Скоп'є Глядачів: 11 500 Арбітр: Паоло Мадзолені (Італія) |

| 9 жовтня 2014 20:45 (20:45 UTC+2) |

| Словаччина         | 2 – 1           | Іспанія      |
| ------------------ | --------------- | ------------ |
| Куцка 17' Стох 87' | Протокол(англ.) | Алькасер 82' |

| Штадіон под Дубньом, Жиліна Глядачів: 9 478 Арбітр: Бйорн Кейперс (Нідерланди) |

| 12 жовтня 2014 18:00 (19:00 UTC+3) |

| Україна        | 1 – 0           | Північна Македонія |
| -------------- | --------------- | ------------------ |
| Сидорчук 45+2' | Протокол(англ.) |                    |

| Арена Львів, Львів Глядачів: 33 900 Арбітр: Себастьєн Дельфер'єр (Бельгія) |

| 12 жовтня 2014 20:45 (21:45 UTC+3) |

| Білорусь    | 1 – 3           | Словаччина                   |
| ----------- | --------------- | ---------------------------- |
| Калачов 79' | Протокол(англ.) | Гамшик 65', 84' Шестак 90+1' |

| Борисов-Арена, Борисов Глядачів: 3 684 Арбітр: Серж Гуменни (Бельгія) |

| 12 жовтня 2014 20:45 (20:45 UTC+2) |

| Люксембург | 0 – 4           | Іспанія                                      |
| ---------- | --------------- | -------------------------------------------- |
|            | Протокол(англ.) | Сільва 27' Алькасер 42' Коста 69' Бернат 88' |

| Жозі Бартель, Люксембург Глядачів: 8 500 Арбітр: Павел Гіль (Польща) |

| 15 листопада 2014 18:00 (18:00 UTC+1) |

| Люксембург | 0 – 3           | Україна                 |
| ---------- | --------------- | ----------------------- |
|            | Протокол(англ.) | Ярмоленко 33', 53', 56' |

| Жозі Бартель, Люксембург Глядачів: 4 379 Арбітр: Крістінн Якобссон (Ісландія) |

| 15 листопада 2014 20:45 (20:45 UTC+1) |

| Північна Македонія | 0 – 2           | Словаччина          |
| ------------------ | --------------- | ------------------- |
|                    | Протокол(англ.) | Куцка 25' Немец 38' |

| Філіпп II, Скоп'є Глядачів: 6 000 Арбітр: Педру Пруенса (Португалія) |

| 15 листопада 2014 20:45 (20:45 UTC+1) |

| Іспанія                        | 3 – 0           | Білорусь |
| ------------------------------ | --------------- | -------- |
| Іско 18' Бускетс 19' Педро 55' | Протокол(англ.) |          |

| Нуево Коломбіно, Уельва Глядачів: 19 249 Арбітр: Кенн Гансен (Данія) |

| 27 березня 2015 20:45 (20:45 UTC+1) |

| Північна Македонія | 1 – 2           | Білорусь                   |
| ------------------ | --------------- | -------------------------- |
| Трайковські 9'     | Протокол(англ.) | Калачов 44' Корніленко 82' |

| Філіпп II, Скоп'є Глядачів: 3 447 Арбітр: Ентоні Тейлор (Англія) |

| 27 березня 2015 20:45 (20:45 UTC+1) |

| Словаччина                      | 3 – 0           | Люксембург |
| ------------------------------- | --------------- | ---------- |
| Немец 10' Вайсс 21' Пекарик 40' | Протокол(англ.) |            |

| Штадіон под Дубньом, Жиліна Глядачів: 9 524 Арбітр: Стефан Штудер (Швейцарія) |

| 27 березня 2015 20:45 (20:45 UTC+1) |

| Іспанія    | 1 – 0           | Україна |
| ---------- | --------------- | ------- |
| Мората 28' | Протокол(англ.) |         |

| Рамон Санчес Пісхуан, Севілья Глядачів: 33 775 Арбітр: Джюнейт Чакир (Туреччина) |

| 14 червня 2015 18:00 (19:00 UTC+3) |

| Україна                               | 3 – 0           | Люксембург |
| ------------------------------------- | --------------- | ---------- |
| Кравець 49' Гармаш 57' Коноплянка 86' | Протокол(англ.) |            |

| Арена Львів, Львів Глядачів: 21 635 Арбітр: Арнольд Гантер (Північна Ірландія) |

| 14 червня 2015 20:45 (21:45 UTC+3) |

| Білорусь | 0 – 1           | Іспанія    |
| -------- | --------------- | ---------- |
|          | Протокол(англ.) | Сільва 45' |

| Борисов-Арена, Мінськ Глядачів: 13 121 Арбітр: Роберт Шергенгофер (Австрія) |

| 14 червня 2015 20:45 (20:45 UTC+1) |

| Словаччина           | 2 – 1           | Північна Македонія |
| -------------------- | --------------- | ------------------ |
| Салата 8' Гамшик 38' | Протокол(англ.) | Адемі 69'          |

| Штадіон под Дубньом, Жиліна Глядачів: 10 765 Арбітр: Кенн Гансен (Данія) |

| 5 вересня 2015 18:00 (18:00 UTC+2) |

| Люксембург | 1 – 0           | Північна Македонія |
| ---------- | --------------- | ------------------ |
| Тіль 90+2' | Протокол(англ.) |                    |

| Жозі Бартель, Люксембург Глядачів: 1 657 Арбітр: Саймон Лі Еванс (Уельс) |

| 5 вересня 2015 18:00 (19:00 UTC+3) |

| Україна                                        | 3 – 1           | Білорусь              |
| ---------------------------------------------- | --------------- | --------------------- |
| Кравець 7' Ярмоленко 30' Коноплянка 40' (пен.) | Протокол(англ.) | Корніленко 62' (пен.) |

| Арена Львів, Львів Глядачів: 32 648 Арбітр: Ліран Ліані (Ізраїль) |

| 5 вересня 2015 20:45 (20:45 UTC+2) |

| Іспанія                     | 2 – 0           | Словаччина |
| --------------------------- | --------------- | ---------- |
| Альба 5' Іньєста 30' (пен.) | Протокол(англ.) |            |

| Карлос Тартьєре, Ов'єдо Глядачів: 19 874 Арбітр: Дамир Скомина (Словенія) |

| 8 вересня 2015 20:45 (21:45 UTC+3) |

| Білорусь           | 2 – 0           | Люксембург |
| ------------------ | --------------- | ---------- |
| Гордійчук 34', 62' | Протокол(англ.) |            |

| Борисов-Арена, Борисов Глядачів: 3 482 Арбітр: Славко Винчич (Словенія) |

| 8 вересня 2015 20:45 (20:45 UTC+2) |

| Північна Македонія | 0 – 1           | Іспанія            |
| ------------------ | --------------- | ------------------ |
|                    | Протокол(англ.) | Пачовський 8' (аг) |

| Філіпп II, Скоп'є Глядачів: 28 843 Арбітр: Паоло Тальявенто (Італія) |

| 8 вересня 2015 20:45 (20:45 UTC+2) |

| Словаччина | 0 – 0           | Україна |
| ---------- | --------------- | ------- |
|            | Протокол(англ.) |         |

| Штадіон под Дубньом, Жиліна Глядачів: 10 648 Арбітр: Мартін Аткінсон (Англія) |

| 9 жовтня 2015 20:45 (20:45 UTC+2) |

| Північна Македонія | 0 – 2           | Україна                          |
| ------------------ | --------------- | -------------------------------- |
|                    | Протокол(англ.) | Селезньов 59' (пен.) Кравець 87' |

| Філіпп II, Скоп'є Глядачів: 4 821 Арбітр: Овідіу Гацеган (Румунія) |

| 9 жовтня 2015 20:45 (20:45 UTC+2) |

| Словаччина | 0 – 1           | Білорусь   |
| ---------- | --------------- | ---------- |
|            | Протокол(англ.) | Драгун 34' |

| Штадіон под Дубньом, Жиліна Глядачів: 9 859 Арбітр: Гюсейн Геджек (Туреччина) |

| 9 жовтня 2015 20:45 (20:45 UTC+2) |

| Іспанія                            | 4 – 0           | Люксембург |
| ---------------------------------- | --------------- | ---------- |
| Касорла 42', 85' Алькасер 67', 80' | Протокол(англ.) |            |

| Лас-Гаунас, Логроньо Глядачів: 14 472 Арбітр: Себастьєн Дельфер'єр (Бельгія) |

| 12 жовтня 2015 20:45 (21:45 UTC+3) |

| Білорусь | 0 – 0           | Північна Македонія |
| -------- | --------------- | ------------------ |
|          | Протокол(англ.) |                    |

| Борисов-Арена, Борисов Глядачів: 1 545 Арбітр: Крістіан Дінгерт (Німеччина) |

| 12 жовтня 2015 20:45 (20:45 UTC+2) |

| Люксембург                 | 2 – 4           | Словаччина                          |
| -------------------------- | --------------- | ----------------------------------- |
| Мутш 61' Жерсон 65' (пен.) | Протокол(англ.) | Гамшик 24', 90+1' Немец 29' Мак 30' |

| Жозі Бартель, Люксембург Глядачів: 2 512 Арбітр: Олівер Драхта (Австрія) |

| 12 жовтня 2015 20:45 (21:45 UTC+3) |

| Україна | 0 – 1           | Іспанія    |
| ------- | --------------- | ---------- |
|         | Протокол(англ.) | Гаспар 22' |

| НСК «Олімпійський», Київ Глядачів: 61 248 Арбітр: Милорад Мажич (Сербія) |

## Тур за туром
| Команда / Тур      | 01 | 02 | 03 | 04 | 05 | 06 | 07 | 08 | 09 | 10 |
| ------------------ | -- | -- | -- | -- | -- | -- | -- | -- | -- | -- |
| Іспанія            | 1  | 2  | 2  | 2  | 2  | 2  | 1  | 1  | 1  | 1  |
| Словаччина         | 2  | 1  | 1  | 1  | 1  | 1  | 2  | 2  | 2  | 2  |
| Україна            | 5  | 3  | 3  | 3  | 3  | 3  | 3  | 3  | 3  | 3  |
| Білорусь           | 3  | 6  | 5  | 5  | 4  | 4  | 4  | 4  | 4  | 4  |
| Люксембург         | 4  | 5  | 6  | 6  | 6  | 6  | 5  | 5  | 5  | 5  |
| Північна Македонія | 6  | 4  | 4  | 4  | 5  | 5  | 6  | 6  | 6  | 6  |

## Найкращі бомбардири
5 голів
- Франсіско Алькасер

4 голи
- Андрій Ярмоленко

3 голи
- Давід Сільва
- Марек Гамшик
- Адам Немец
- Артем Кравець